# Hydriomena tectoria
Hydriomena tectoria är en fjärilsart som beskrevs av William Schaus 1912. Hydriomena tectoria ingår i släktet Hydriomena och familjen mätare. Inga underarter finns listade i Catalogue of Life.